# Ciryl Gane
Ciryl Jacky Gane (La Roche-sur-Yon, 12 de abril de 1990) es un artista marcial mixto francés que compite en la división de peso pesado de Ultimate Fighting Championship, donde es ex campeón interino de peso pesado. Desde el 24 de junio de 2025 es el número 1 en la clasificación de peso pesado de la UFC.

## Carrera de Muay Thai
Hizo su debut profesional el 4 de junio de 2016, en una pelea por el título de Peso Pesado de Muay thai de la AFMT contra Jérémy Jeanne. Ganó el combate por nocaut en el segundo asalto.
Tras su victoria por decisión contra Samih Bachar, tenía previsto luchar contra el veterano de K-1 Brice Guidon en La Nuit Des Titans. Venció a Guidon por nocaut en el tercer asalto.
Debía defender su título de la AFMT contra Jonathan Gengoul en Muay Thai Spirit 5. Ganó el combate por nocaut en el primer asalto.
En Warriors Night, venció a Bangaly Keita por KO en el tercer asalto. Después, se le programó un combate contra el múltiple Campeón de Muaythai del CMB, Yassine Boughanem, en el Duelo 2. Gane el combate por decisión.

## Carrera de artes marciales mixtas

### Primeros años
Entrenado por Fernand Lopez, hizo su debut profesional en MMA en 2018. Primero fue contratado por la promoción canadiense de MMA TKO, donde su primer combate fue por el vacante Campeonato de Peso Pesado de TKO, contra Bobby Sullivan. Ganó el combate por sumisión en el primer asalto.
Defendió el Campeonato de Peso Pesado de TKO un mes después contra Adam Dyczka, ganando el combate en el segundo asalto por TKO. Su tercer combate por TKO, y su segunda defensa del título, fue contra Roggers Souza, que ganó en el primer asalto por TKO.

### Ultimate Fighting Championship
Debutó en la UFC contra Raphael Pessoa 10 de agosto de 2019 en UFC Fight Night: Shevchenko vs. Carmouche 2. Ganó el combate por sumisión en el primer asalto.
Se enfrentó a Don'Tale Mayes el 26 de octubre de 2019 en UFC Fight Night: Maia vs. Askren. Ganó el combate por sumisión en el tercer asalto. Esta victoria le valió el premio a la Actuación de la Noche.
Se enfrentó a Tanner Boser el 21 de diciembre de 2019 en UFC Fight Night: Edgar vs. The Korean Zombie. Ganó el combate por decisión unánime.
Se esperaba que se enfrentara a Shamil Abdurakhimov el 18 de abril de 2020 en UFC 249. Sin embargo, el 5 de marzo de 2020 se anunció que se vio obligado a retirarse del evento debido a que fue golpeado por un neumotórax durante uno de sus entrenamientos. El combate fue finalmente reprogramado para el 11 de julio de 2020 en UFC 251. Posteriormente, el emparejamiento fue cancelado por segunda vez y desechado de este evento a mediados de junio, ya que Abdurikhimov fue retirado del combate por razones no reveladas. A su vez, se esperaba que se enfrentara a Sergei Pavlovich el 8 de agosto de 2020 en UFC Fight Night: Lewis vs. Oleinik. Sin embargo, Pavlovich tuvo que retirarse por una lesión. Por lo tanto, el combate original contra Shamil Abdurakhimov fue programado de nuevo el 26 de septiembre de 2020 en UFC 253; sin embargo, el combate fue reprogramado de nuevo a UFC Fight Night: Ortega vs. The Korean Zombie el 18 de octubre de 2020. El combate se canceló una vez más, ya que Abdurakhimov se retiró por razones no reveladas el 28 de septiembre de 2020 y fue sustituido por el recién llegado a la promoción Ante Delija. El 14 de octubre de 2020, se anunció que el combate se canceló debido a los problemas contractuales de Delija con su acuerdo anterior con la PFL.
Se enfrentó a Júnior dos Santos el 12 de diciembre de 2020 en UFC 256. Ganó el combate por TKO en el segundo asalto.
Se enfrentó a Jairzinho Rozenstruik el 27 de febrero de 2021 en UFC Fight Night: Rozenstruik vs. Gane. Ganó el combate por decisión unánime.
Se enfrentó a Aleksandr Vólkov el 26 de junio de 2021 en UFC Fight Night: Gane vs. Volkov. Ganó el combate por decisión unánime.
Se enfrentó a Derrick Lewis por el Campeonato Interino de Peso Pesado de la UFC el 7 de agosto de 2021 en UFC 265. Ganó el combate por TKO en el tercer asalto y ganó el Campeonato Interino de Peso Pesado de la UFC. Esta victoria le valió el premio a la Actuación de la Noche.
Se enfrentó a Francis Ngannou por el Campeonato de Peso Pesado de la UFC el 22 de enero de 2022 en UFC 270. Perdió el combate por decisión unánime.
Se enfrentó a Tai Tuivasa el 3 de septiembre de 2022 en UFC Fight Night: Gane vs. Tuivasa. Ganó el combate por KO en el tercer asalto. Este combate le valió el premio a la Pelea de la Noche.

## Campeonatos y logros

### Muay Thai
- Academia Francesa de Muay Thai
  - Título Nacional AFMT de 201 libras (una vez)
    - Una defensa exitosa del título

### Artes marciales mixtas
- Ultimate Fighting Championship
  - Campeonato Interino de Peso Pesado de la UFC (una vez)[34]
  - Actuación de la Noche (dos veces) vs. Don'Tale Mayes y Derrick Lewis[41][35]
  - Pelea de la Noche (una vez) vs. Tai Tuivasa[40]
- TKO Major League MMA
  - Campeonato de Peso Pesado TKO (una vez)[42]
    - Dos defensas exitosas del título[43]

## Récord en artes marciales mixtas
| Récord profesional | Récord profesional | Récord profesional |
| 14 peleas          | 12 victorias       | 2 derrotas         |
| ------------------ | ------------------ | ------------------ |
| Nocaut             | 6                  | 0                  |
| Sumisión           | 3                  | 1                  |
| Decisión           | 3                  | 1                  |

| Resultado | Récord | Oponente              | Método                                     | Evento                                       | Fecha                    | Ronda | Tiempo | Localización        | Notas                                                                        |
| --------- | ------ | --------------------- | ------------------------------------------ | -------------------------------------------- | ------------------------ | ----- | ------ | ------------------- | ---------------------------------------------------------------------------- |
|           |        | Tom Aspinall          |                                            | UFC 321                                      | 25 de octubre de 2025    |       |        | Abu Dabi            | Por el Campeonato de Peso Pesado de UFC                                      |
| Victoria  | 13-2   | Alexander Volkov      | Decisión (dividida)                        | UFC 310                                      | 7 de diciembre de 2024   | 3     | 5:00   | Las Vegas, Nevada   |                                                                              |
| Victoria  | 12-2   | Sergey Spivak         | TKO (puñetazos)                            | UFC Fight Night: Gane vs. Spivak             | 2 de septiembre de 2023  | 2     | 3:44   | Paris, Francia      | Actuación de la Noche.                                                       |
| Derrota   | 11-2   | Jon Jones             | Sumisión (estrangulamiento por guillotina) | UFC 285                                      | 4 de marzo de 2023       | 1     | 2:04   | Las Vegas, Nevada   | Por el vacante Campeonato de Peso Pesado de la UFC.                          |
| Victoria  | 11-1   | Tai Tuivasa           | KO (puñetazos)                             | UFC Fight Night: Gane vs. Tuivasa            | 3 de septiembre de 2022  | 3     | 4:23   | París               | Pelea de la Noche.                                                           |
| Derrota   | 10-1   | Francis Ngannou       | Decisión (unánime)                         | UFC 270                                      | 22 de enero de 2022      | 5     | 5:00   | Anaheim, California | Por el Campeonato de Peso Pesado de la UFC.                                  |
| Victoria  | 10-0   | Derrick Lewis         | TKO (puñetazos)                            | UFC 265                                      | 7 de agosto de 2021      | 3     | 4:11   | Houston, Texas      | Ganó el Campeonato Interino de Peso Pesado de la UFC. Actuación de la Noche. |
| Victoria  | 9-0    | Alexander Volkov      | Decisión (unánime)                         | UFC Fight Night: Gane vs. Volkov             | 26 de junio de 2021      | 5     | 5:00   | Las Vegas, Nevada   |                                                                              |
| Victoria  | 8-0    | Jairzinho Rozenstruik | Decisión (unánime)                         | UFC Fight Night: Rozenstruik vs. Gane        | 27 de febrero de 2021    | 5     | 5:00   | Las Vegas, Nevada   |                                                                              |
| Victoria  | 7-0    | Júnior dos Santos     | TKO (codazo)                               | UFC 256                                      | 12 de diciembre de 2020  | 2     | 2:34   | Las Vegas, Nevada   |                                                                              |
| Victoria  | 6-0    | Tanner Boser          | Decisión (unánime)                         | UFC Fight Night: Edgar vs. The Korean Zombie | 21 de diciembre de 2019  | 3     | 5:00   | Busan               |                                                                              |
| Victoria  | 5-0    | Don'Tale Mayes        | Sumisión (gancho de talón)                 | UFC Fight Night: Maia vs. Askren             | 26 de octubre de 2019    | 3     | 4:46   | Kallang             | Actuación de la Noche.                                                       |
| Victoria  | 4-0    | Raphael Pessoa        | Sumisión (estrangulamiento del brazo)      | UFC Fight Night: Shevchenko vs. Carmouche 2  | 10 de agosto de 2019     | 1     | 4:42   | Montevideo          |                                                                              |
| Victoria  | 3-0    | Roggers Souza         | TKO (puñetazos)                            | TKO 48: Souza vs Gane                        | 24 de mayo de 2019       | 1     | 4:26   | Gatineau, Quebec    | Defendió el Campeonato de Peso Pesado de TKO.                                |
| Victoria  | 2-0    | Adam Dyczka           | TKO (puñetazos)                            | TKO 44: Hunter vs Barriault                  | 21 de septiembre de 2018 | 2     | 4:57   | Quebec              | Defendió el Campeonato de Peso Pesado de TKO.                                |
| Victoria  | 1-0    | Bobby Sullivan        | Sumisión (estrangulamiento frontal)        | TKO Fight Night 1                            | 2 de agosto de 2018      | 1     | 1:42   | Montreal, Quebec    | Debut en el peso pesado. Ganó el vacante Campeonato de Peso Pesado de TKO.   |